# توماس وياس
توماس وياس (مواليد 29 أغسطس 1966) هو لاعب كرة قدم. يلعب مع منتخب سويسرا لكرة القدم. سبق له أن لعب في كأس العالم لكرة القدم مع منتخب بلاده.

## مسيرته الكروية
لعب توماس وياس خلال مسيرته الاحترافية مع 4 أندية في تسعة عشر موسمًا وسجل خلالها 61 هدفًا ضمن 488 مباراة. حيث فاز في موسمين بالكأس وفي موسم واحد بالدوري.
خاض توماس وياس مسيرته مع نادي لوزيرن في موسم 1984–85 في المرة الأولى ولمدة موسمين ثم في موسم 1994–95 ليلعب معه ثمانية مواسم، مشاركًا طوالها في 231 مباراة سجل خلالها 33 هدفًا. ثم انتقل إلى نادي آراو في موسم 1986–87 في المرة الأولى واستمر معه طيلة ثلاثة مواسم ثم في موسم 1993–94 لمدة موسم واحد، حيث شارك طوالها في 117 مباراة سجل خلالها 11 هدفًا. لينتقل بعدها إلى نادي غراسهوبر زيوريخ في موسم 1988–89 ولمدة موسمين، مشاركًا في 42 مباراة سجل خلالها 5 أهداف. ثم انتقل إلى نادي سانت غالن في موسم 1990–91 واستمر معه طيلة ثلاثة مواسم، مشاركًا في 98 مباراة سجل خلالها 12 هدفًا.

## روابط خارجية
- توماس وياس على موقع الاتحاد الدولي (مؤرشف)  (الإنجليزية)
- توماس وياس على موقع قاعدة بيانات كرة القدم.إي يو (الإنجليزية)
- توماس وياس على موقع ناشيونال فوتبول تيمز (الإنجليزية)
- توماس وياس على موقع عالم كرة القدم.نت (الإنجليزية)